# Maa (landskap)
Maa är beteckning för i Landskap i Estland (maakond), med motsvarande administrativ funktion som svenska län. Ordet betyder jord eller land, och förekommer även i Finland, där det är ett vanligt ortnamnsefterled.